# Epidius binotatus
Epidius binotatus är en spindelart som beskrevs av Simon 1897. Epidius binotatus ingår i släktet Epidius och familjen krabbspindlar. Utöver nominatformen finns också underarten E. b. guineensis.